# Autoroute A5 (Serbie)
Pour les articles homonymes, voir Autoroute A5.
L’autoroute A5 (en serbe : Државни пут ІА реда А5, Državni put IA reda A5 ; Ауто-пут А5, Auto-put A5) est une autoroute de Serbie mise partiellement en circulation entre Pojate et Vrnjačka Banja. Le tracé restant est en cours de construction. Celle-ci relira les autoroutes serbe A1 et A2, de Pojate à Preljina plus exactement. Elle fait partie de la route européenne 761. De plus, cette autoroute est parfois dénommée comme « E761 » ou bien encore « Le Corridor de la Morava » (en serbe : "Moravski Koridor"). La première section de 16,9 kilomètres est ouverte à la circulation entre Pojate et Makrešane depuis le 29 avril 2023.
L'autoroute est constituée et d'une bande d'arrêt d'urgence et de deux voies de circulation dans chaque direction, séparées par un terre-plein central. Toutes ses intersections sont des croisements dénivelés.
Un système de surveillance de la circulation et de régulation de trafic ainsi qu'un système de radar tronçon (entre 2 postes de péage également) seront mis en service sur toute la longueur de l'autoroute A5. Des appareils de mesure, de contrôle sont installés dans les zones connues de brouillard, de pluie verglaçante, de neige ou de vent fort. Des panneaux à messages variables sont utilisés pour communiquer aux usagers les conditions atmosphériques, les restrictions éventuelles de trafic ou d'autres informations susceptibles de modifier les conditions de circulation.
L'autoroute comportera 2 échangeurs autoroutiers avec d'autres autoroutes de Serbie : A1 et A2.
Elle comporte de nombreux ponts et caniveaux. Une grande partie de l'autoroute est à péage et utilise un système de ticket. Le paiement des péages dépend de la classification des véhicules en Serbie.
L'autoroute est exploitée par l'entreprise publique "Putevi Srbije".

## Description du tracé

### DePojateàPreljina(en construction)
| A 5 - E 761 (en construction) Autoroute Pojate - Preljina “Le Corridor de la Morava” |                                  |                       | |         |
| N°                                                                                   | Dénominations                    | Connexions            | Destinations | BK      |
| 44                                                                                   | Échangeur de Pojate              | E75                   | Autoroute A1 : Belgrade, Niš                                                                                      | 0,0     |
| 1                                                                                    | Ćićevac                          | 190                   | Ćićevac, Varvarin, Stalać                                                                                         | 3,546   |
| 2 · (en construction)                                                                | Kruševac-Est                     | (Rocade de Kruševac)  | Kruševac-Est | 20,498  |
| 3                                                                                    | Kruševac-Ouest                   | 183                   | Kruševac-Ouest | 22,303  |
| 4                                                                                    | Koševi                           |                       | Koševi, Kruševac-Ouest                                                                                            | 28,553  |
| 5                                                                                    | Velika Drenova                   | 187                   | Velika Drenova, Aleksandrovac                                                                                     | 35,223  |
| 6                                                                                    | Trstenik                         | 188                   | Trstenik | 48,053  |
| 7 ·                                                                                  | Vrnjačka Banja (Fin d'autoroute) | 411                   | Vrnjačka Banja | 57,963  |
| 8 · (en construction)                                                                | Vrba                             |                       | Vrba, Kragujevac                                                                                                  | 71,943  |
| 9 · (en construction)                                                                | Kamidžora                        |                       | Kraljevo-Est | 78,593  |
| 10 · (en construction)                                                               | Adrani                           |                       | Adrani, Kraljevo-Nord                                                                                             | 84,083  |
| 11 · (en construction)                                                               | Katrga                           |                       | Katrga, Mrčajevci, Kragujevac                                                                                     | 96,633  |
| 12 · (en construction)                                                               | Preljina                         | 179 (Rocade de Čačak) | Preljina, Čačak                                                                                                   | 110,393 |
| 6 (en construction)                                                                  | Échangeur de Preljina            | E763                  | Autoroute A2 : Belgrade, Požega, Podgorica ( Boljare (Poste Frontière en projet) Serbie - Monténégro (en projet)) | 120,509 |

## Route Européenne
L’autoroute A5 est aussi :
| Numéro | Tracé                                                                                         |
| ------ | --------------------------------------------------------------------------------------------- |
| E761   | Sur toute sa longueur (entre l'échangeur 44 Pojate (A5 A1) et l'échangeur 6 Preljina (A5 A2)) |